# カタリナ・スレボトニク
カタリナ・スレボトニク（Katarina Srebotnik, 1981年3月12日 - ）は、スロベニア・スロヴェニ・グラデツ出身の女子プロテニス選手。ダブルスの得意な選手で、2011年のウィンブルドン選手権の女子ダブルスの優勝者である。混合ダブルスでも全豪オープン1勝、全仏オープン3勝、全米オープン1勝があり、通算5勝を挙げている。自己最高ランキングはシングルス20位、ダブルス1位。これまでにWTAツアーでシングルス4勝、ダブルス39勝を挙げている。名前の「カタリナ」（Katarina）を略した“Kata”（カタ）という愛称で呼ばれている。

## 来歴
1998年のウィンブルドン女子ジュニア部門で、決勝でキム・クライシュテルスを破って優勝したが、全米オープン女子ジュニア決勝ではエレナ・ドキッチに敗れる。1999年4月にポルトガル・エストリルの大会でシングルス初優勝。この後、全仏オープンの混合ダブルス部門でピート・ノーバルとペアを組んで優勝し、初めての4大大会タイトルをここで獲得した。
スレボトニクの4大大会女子シングルスでの自己最高成績は、2002年全仏オープンでの4回戦進出で、この時もドキッチに敗れている。2005年度はツアーのシングルスで年間2勝を挙げたが、1月のニュージーランド・オークランド大会の決勝戦では浅越しのぶを破り、8月のスウェーデン・ストックホルム大会の決勝戦では、ロシアのアナスタシア・ミスキナを破って優勝した。
スレボトニクは日本の浅越しのぶとペアを組んで獲得したタイトルが3つあった。浅越とスレボトニクは、2004年のジャパン・オープン、2005年1月のオークランド大会、2006年4月の「ボシュロム選手権」で優勝している。オークランドでは、スレボトニクと浅越はシングルス決勝を戦い、ダブルスではコンビを組んで優勝した。2005年の全豪オープンから、スレボトニクと浅越は4大大会の女子ダブルスでもペアを組むようになった。同年の全仏オープンで準々決勝に進出した後、2006年全豪オープンで初の準決勝進出を決めたが、中国ペアの晏紫&鄭潔組に 2-6, 6-7 で敗れた。2人は2006年ウィンブルドンまでペアを組み続けたが、浅越が現役引退を表明する。
浅越の引退後、スレボトニクはディナラ・サフィナとペアを組み、全米オープンで初めての4大大会女子ダブルス決勝進出を果たした。サフィナとスレボトニクは、決勝でベラ・ズボナレワ&ナタリー・ドシー組に 6-7, 5-7 で敗れて準優勝になった。しかし、スレボトニクは短期間でサフィナとのペアを解消し、2007年春から日本の杉山愛と組むようになる。2007年全仏オープンとウィンブルドンで、スレボトニクと杉山は2大会連続で決勝に進出したが、全仏はアリシア・モリク（オーストラリア）&マラ・サンタンジェロ組に 6-7, 4-6 で敗れ、ウィンブルドンはリーゼル・フーバー&カーラ・ブラック組に 6-3, 3-6, 2-6 で敗れ、ともに準優勝となった。このペアは2007年度の女子ツアー年間最終戦・WTAツアー選手権のダブルスでも、フーバー&ブラック組に敗れた準優勝がある。
カタリナ・スレボトニクは混合ダブルスで、1999年全仏オープン・2003年全米オープン・2006年全仏オープン・2010年全仏オープン・2011年全豪オープンの5度優勝がある。ピート・ノーバルと組んだ最初の優勝から4年後、スレボトニクは2003年全米オープンでボブ・ブライアンとペアを組み、決勝でダニエル・ネスター&リナ・クラスノルツカヤ組を 5-7, 7-5, 7-6 （最終第3セットはタイブレークによる）で破り、2つ目の混合ダブルス優勝を果たした。2006年全仏オープンでは、パートナーはネナド・ジモニッチと組み、ネスターとエレーナ・リホフツェワ組を 6-3, 6-4 で下した。2010年全仏オープンでもジモニッチと組み、ユリアン・ノール&ヤロスラワ・シュウェドワ組を 4-6, 7-6, 11-9 （最終第3セットはスーパータイブレークによる）で破り4勝目を挙げた。2011年全豪オープンではダニエル・ネスターと組み、ポール・ハンリー&詹詠然組に 6-3, 3-6, [10-7] で勝利し5勝目を挙げた。
2011年ウィンブルドン選手権ではクベタ・ペシュケと組み4大大会女子ダブルス5度目の決勝に進出。決勝ではザビーネ・リシキ&サマンサ・ストーサー組に 6-3, 6-1 で快勝し、4大大会女子ダブルス初優勝を果たした。大会後のランキングでスレボトニクはペシュケと並んで初めてのダブルスランキング1位になった。
スレボトニクは2010年限りでシングルスから撤退、活動をダブルスのみに絞っている。

## WTAツアー決勝進出結果

### シングルス: 10回 (4勝6敗)
| 大会グレード          | 大会グレード                 |
| 2008年以前            | 2009年以後                   |
| --------------------- | ---------------------------- |
| グランドスラム (0–0)  |                              |
| WTAファイナルズ (0–0) |                              |
| ティア I (0–0)        | プレミア・マンダトリー (0-0) |
| ティア I (0–0)        | プレミア5 (0-0)              |
| ティア II (0–0)       | プレミア (0-0)               |
| ティア III (1-3)      | インターナショナル (0-0)     |
| ティア IV ＆ V (3-3)  | インターナショナル (0-0)     |

| 結果   | No. | 決勝日        | 大会           | サーフェス | 対戦相手                     | スコア           |
| ------ | --- | ------------- | -------------- | ---------- | ---------------------------- | ---------------- |
| 優勝   | 1.  | 1999年4月11日 | リスボン       | クレー     | リタ・クチ＝キス             | 6–3, 6–1         |
| 準優勝 | 1.  | 2002年2月24日 | ボゴタ         | クレー     | ファビオラ・ズルアガ         | 1–6, 4–6         |
| 優勝   | 2.  | 2002年3月3日  | アカプルコ     | クレー     | パオラ・スアレス             | 6–7(1), 6–4, 6–2 |
| 準優勝 | 2.  | 2003年7月13日 | パレルモ       | クレー     | ディナラ・サフィナ           | 3–6, 4–6         |
| 優勝   | 3.  | 2005年1月8日  | オークランド   | ハード     | 浅越しのぶ                   | 5–7, 7–5, 6–4    |
| 優勝   | 4.  | 2005年8月14日 | ストックホルム | ハード     | アナスタシア・ミスキナ       | 7–5, 6–2         |
| 準優勝 | 3.  | 2005年9月25日 | ポルトロス     | ハード     | クララ・クーカロバ           | 2–6, 6–4, 3-6    |
| 準優勝 | 4.  | 2006年7月23日 | シンシナティ   | ハード     | ベラ・ズボナレワ             | 2–6, 4–6         |
| 準優勝 | 5.  | 2007年9月22日 | ポルトロス     | ハード     | タチアナ・ゴロビン           | 6–2, 4–6, 4–6    |
| 準優勝 | 6.  | 2008年5月24日 | ストラスブール | クレー     | アナベル・メディナ・ガリゲス | 6–4, 6–7(4), 0–6 |

### ダブルス: 82回 (39勝43敗)
| 大会グレード          | 大会グレード                 |
| 2008年以前            | 2009年以後                   |
| --------------------- | ---------------------------- |
| グランドスラム (1-4)  |                              |
| WTAファイナルズ (0–3) |                              |
| ティア I (4-2)        | プレミア・マンダトリー (3-2) |
| ティア I (4-2)        | プレミア5 (2-8)              |
| ティア II (4-3)       | プレミア (10–9)              |
| ティア III (4-6)      | インターナショナル (3-1)     |
| ティア IV ＆ V (8-5)  | インターナショナル (3-1)     |

| 結果   | No. | 決勝日         | 大会                   | サーフェス        | パートナー                     | 対戦相手                                                            | スコア              |
| ------ | --- | -------------- | ---------------------- | ----------------- | ------------------------------ | ------------------------------------------------------------------- | ------------------- |
| 優勝   | 1.  | 1998年4月19日  | マカルスカ             | クレー            | ティナ・クリザン               | カリン・クシュベント エフゲニア・クリコフスカヤ                     | 7–6(3), 6–1         |
| 準優勝 | 1.  | 1998年7月12日  | マリア・ランコヴィッツ | クレー            | ティナ・クリザン               | ラウラ・モンタルボ パオラ・スアレス                                 | 1–6, 2–6            |
| 優勝   | 2.  | 1999年5月16日  | アントワープ           | クレー            | ローラ・ゴラルサ               | ルイーズ・プレミング メガン・ショーネシー                           | 6–4, 6–2            |
| 優勝   | 3.  | 1999年7月18日  | パレルモ               | クレー            | ティナ・クリザン               | アサ・カールソン ソニア・ジェヤシーラン                             | 4–6, 6–3, 6–0       |
| 準優勝 | 2.  | 1999年9月26日  | ルクセンブルク         | ハード            | ティナ・クリザン               | イリナ・スピールリア カロリネ・ビス                                 | 1–6, 2–6            |
| 優勝   | 4.  | 2000年4月16日  | リスボン               | クレー            | ティナ・クリザン               | アマンダ・ホップマンス クリスティナ・トレンス・バレロ               | 6–0, 7–69           |
| 準優勝 | 3.  | 2000年5月7日   | ボル                   | クレー            | ティナ・クリザン               | ジュリー・アラール＝デキュジス コリーナ・モラリュー                 | 2–6, 2–6            |
| 準優勝 | 4.  | 2000年10月15日 | 東京                   | ハード            | ティナ・クリザン               | ジュリー・アラール＝デキュジス コリーナ・モラリュー                 | 1–6, 2–6            |
| 準優勝 | 5.  | 2000年11月19日 | パタヤ                 | ハード            | ティナ・クリザン               | ヤユク・バスキ カロリネ・ビス                                       | 3–6, 3–6            |
| 準優勝 | 6.  | 2001年4月15日  | エストリル             | クレー            | ティナ・クリザン               | クベタ・ヘルドリコバ バーバラ・リットナー                           | 6–3, 5–7, 1–6       |
| 準優勝 | 7.  | 2001年8月19日  | トロント               | ハード            | ティナ・クリザン               | キンバリー・ポー＝メッセーリ ニコル・プラット                       | 3–6, 1–6            |
| 優勝   | 5.  | 2001年9月15日  | ワイコロア             | ハード            | ティナ・クリザン               | エルス・カレンズ ニコル・プラット                                   | 6–2, 6–3            |
| 準優勝 | 8.  | 2002年2月24日  | ボゴタ                 | クレー            | ティナ・クリザン               | ビルヒニア・ルアノ・パスクアル パオラ・スアレス                     | 2–6, 1–6            |
| 準優勝 | 9.  | 2002年3月3日   | アカプルコ             | クレー            | ティナ・クリザン               | ビルヒニア・ルアノ・パスクアル パオラ・スアレス                     | 5–7, 1–6            |
| 優勝   | 6.  | 2003年2月23日  | ボゴタ                 | クレー            | アサ・スベンソン               | ティナ・クリザン タチアナ・ペレビニス                               | 6–2, 6–1            |
| 準優勝 | 10. | 2004年4月11日  | カサブランカ           | クレー            | エルス・カレンズ               | マリオン・バルトリ エミリー・ロワ                                   | 4–6, 2–6            |
| 準優勝 | 11. | 2004年5月23日  | ストラスブール         | クレー            | ティナ・クリザン               | リサ・マクシア ミラグロス・セケラ                                   | 4–6, 1–6            |
| 優勝   | 7.  | 2004年10月10日 | 東京                   | ハード            | 浅越しのぶ                     | ジェニファー・ホプキンス マショーナ・ワシントン                     | 6–1, 6–4            |
| 優勝   | 8.  | 2005年1月8日   | オークランド           | ハード            | 浅越しのぶ                     | リアン・ベイカー フランチェスカ・ルビアニ                           | 6–3, 6–3            |
| 優勝   | 9.  | 2005年7月25日  | ブダペスト             | クレー            | エミリー・ロワ                 | ルルド・ドミンゲス・リノ マルタ・マレーロ                           | 6–1, 3–6, 6–2       |
| 優勝   | 10. | 2005年8月14日  | ストックホルム         | ハード            | エミリー・ロワ                 | エバ・ブリネロバ マラ・サンタンジェロ                               | 6–4, 6–3            |
| 準優勝 | 12. | 2005年9月25日  | ポルトロス             | ハード            | エレナ・コスタニッチ           | アナベル・メディナ・ガリゲス ロベルタ・ビンチ                       | 4–6, 7–5, 2–6       |
| 優勝   | 11. | 2005年10月30日 | ハッセルト             | ハード (室内)     | エミリー・ロワ                 | ミハエラ・クライチェク アグネシュ・サバイ                           | 6–3, 6–4            |
| 優勝   | 12. | 2006年2月19日  | アントワープ           | カーペット (室内) | ディナラ・サフィナ             | ステファニー・フォレッツ ミハエラ・クライチェク                     | 6–1, 6–1            |
| 優勝   | 13. | 2006年4月9日   | アメリアアイランド     | クレー            | 浅越しのぶ                     | リーゼル・フーバー サニア・ミルザ                                   | 6–2, 6–4            |
| 準優勝 | 13. | 2006年5月7日   | ワルシャワ             | クレー            | アナベル・メディナ・ガリゲス   | エレーナ・リホフツェワ アナスタシア・ミスキナ                       | 3–6, 4–6            |
| 準優勝 | 14. | 2006年9月7日   | 全米オープン           | ハード            | ディナラ・サフィナ             | ナタリー・ドシー ベラ・ズボナレワ                                   | 6-7, 5-7            |
| 準優勝 | 15. | 2006年10月22日 | チューリッヒ           | ハード (室内)     | リーゼル・フーバー             | カーラ・ブラック レネ・スタブス                                     | 5–7, 5–7            |
| 準優勝 | 16. | 2006年10月29日 | リンツ                 | ハード (室内)     | コリーナ・モラリュー           | リサ・レイモンド サマンサ・ストーサー                               | 3–6, 0–6            |
| 優勝   | 14. | 2007年1月6日   | ゴールドコースト       | ハード            | ディナラ・サフィナ             | イベタ・ベネソバ ガリナ・ボスコボワ                                 | 6–3, 6–4            |
| 優勝   | 15. | 2007年4月8日   | アメリアアイランド     | クレー            | マラ・サンタンジェロ           | アナベル・メディナ・ガリゲス ビルヒニア・ルアノ・パスクアル         | 6–3, 7–6(4)         |
| 準優勝 | 17. | 2007年6月8日   | 全仏オープン           | クレー            | 杉山愛                         | アリシア・モリク マラ・サンタンジェロ                               | 6–7, 4–6            |
| 準優勝 | 18. | 2007年7月8日   | ウィンブルドン         | 芝                | 杉山愛                         | リーゼル・フーバー カーラ・ブラック                                 | 6-3, 3-6, 2-6       |
| 優勝   | 16. | 2007年8月19日  | トロント               | ハード            | 杉山愛                         | リーゼル・フーバー カーラ・ブラック                                 | 6–4, 2–6, [10–5]    |
| 準優勝 | 19. | 2007年10月28日 | リンツ                 | ハード (室内)     | 杉山愛                         | リーゼル・フーバー カーラ・ブラック                                 | 2–6, 6–3, [8–10]    |
| 準優勝 | 20. | 2007年11月5日  | マドリード             | ハード            | 杉山愛                         | カーラ・ブラック リーゼル・フーバー                                 | 7–5, 3–6, [8–10]    |
| 優勝   | 17. | 2008年4月6日   | マイアミ               | ハード            | 杉山愛                         | カーラ・ブラック リーゼル・フーバー                                 | 7–5, 4–6, [10–3]    |
| 優勝   | 18. | 2008年4月20日  | チャールストン         | クレー            | 杉山愛                         | エディナ・ガロビッツ オリガ・ゴボルツォワ                           | 6–2, 6–2            |
| 優勝   | 19. | 2008年10月12日 | モスクワ               | カーペット (室内) | ナディア・ペトロワ             | カーラ・ブラック リーゼル・フーバー                                 | 6–4, 6–4            |
| 優勝   | 20. | 2008年10月26日 | リンツ                 | ハード (室内)     | 杉山愛                         | カーラ・ブラック リーゼル・フーバー                                 | 6–4, 7–5            |
| 優勝   | 21. | 2009年10月18日 | リンツ                 | ハード (室内)     | アンナ＝レナ・グローネフェルド | クラウディア・ヤンス アリシア・ロソルスカ                           | 6–1, 6–4            |
| 準優勝 | 21. | 2010年2月21日  | ドバイ                 | ハード            | クベタ・ペシュケ               | ヌリア・リャゴステラ・ビベス マリア・ホセ・マルティネス・サンチェス | 6-7(5), 4–6         |
| 優勝   | 22. | 2010年3月20日  | インディアンウェルズ   | ハード            | クベタ・ペシュケ               | ナディア・ペトロワ サマンサ・ストーサー                             | 6–4, 2–6, [10–5]    |
| 準優勝 | 22. | 2010年5月2日   | シュトゥットガルト     | ハード            | クベタ・ペシュケ               | ヒセラ・ドゥルコ フラビア・ペンネッタ                               | 6-3, 6-7, [5-10]    |
| 準優勝 | 23. | 2010年6月3日   | 全仏オープン           | クレー            | クベタ・ペシュケ               | セリーナ・ウィリアムズ ビーナス・ウィリアムズ                       | 2-6, 3-6            |
| 準優勝 | 24. | 2010年6月20日  | イーストボーン         | 芝                | クベタ・ペシュケ               | リサ・レイモンド レネ・スタブス                                     | 2-6, 6-2, [11-13]   |
| 準優勝 | 25. | 2010年8月23日  | モントリオール         | ハード            | クベタ・ペシュケ               | ヒセラ・ドゥルコ フラビア・ペンネッタ                               | 5–7, 6–3, [10–12]   |
| 優勝   | 23. | 2010年8月28日  | ニューヘイブン         | ハード            | クベタ・ペシュケ               | ベサニー・マテック＝サンズ メガン・ショーネシー                     | 7–5, 6–0            |
| 準優勝 | 26. | 2010年10月17日 | リンツ                 | ハード (室内)     | クベタ・ペシュケ               | レナタ・ボラコバ バルボラ・ザフラボバ＝ストリコバ                   | 5–7, 6–7(6)         |
| 準優勝 | 27. | 2010年10月31日 | ドーハ                 | ハード            | クベタ・ペシュケ               | ヒセラ・ドゥルコ フラビア・ペンネッタ                               | 5–7, 4–6            |
| 優勝   | 24. | 2011年1月8日   | オークランド           | ハード            | クベタ・ペシュケ               | ソフィア・アルビドソン マリナ・エラコビッチ                         | 6–3, 6–0            |
| 準優勝 | 28. | 2011年1月14日  | シドニー               | ハード            | クベタ・ペシュケ               | イベタ・ベネソバ バルボラ・ザフラボバ＝ストリコバ                   | 6–4, 4-6, [7–10]    |
| 準優勝 | 29. | 2011年2月20日  | ドバイ                 | ハード            | クベタ・ペシュケ               | リーゼル・フーバー マリア・ホセ・マルティネス・サンチェス           | 6–7(5), 3–6         |
| 優勝   | 25. | 2011年2月26日  | ドーハ                 | ハード            | クベタ・ペシュケ               | リーゼル・フーバー リサ・レイモンド                                 | 7–5, 6–7(2), [10–8] |
| 準優勝 | 30. | 2011年5月7日   | マドリード             | クレー            | クベタ・ペシュケ               | ビクトリア・アザレンカ マリア・キリレンコ                           | 4–6, 3–6            |
| 優勝   | 26. | 2011年6月18日  | イーストボーン         | 芝                | クベタ・ペシュケ               | リーゼル・フーバー リサ・レイモンド                                 | 6–3, 6–0            |
| 優勝   | 27. | 2011年7月2日   | ウィンブルドン         | 芝                | クベタ・ペシュケ               | ザビーネ・リシキ サマンサ・ストーサー                               | 6–3, 6–1            |
| 優勝   | 28. | 2011年8月7日   | カールスバッド         | ハード            | クベタ・ペシュケ               | ラケル・コップス＝ジョーンズ アビゲイル・スピアーズ                 | 6–0, 6–2            |
| 優勝   | 29. | 2011年10月8日  | 北京                   | ハード            | クベタ・ペシュケ               | ヒセラ・ドゥルコ フラビア・ペンネッタ                               | 6-3, 6–4            |
| 準優勝 | 31. | 2011年10月30日 | イスタンブール         | ハード (室内)     | クベタ・ペシュケ               | リーゼル・フーバー リサ・レイモンド                                 | 4-6, 4–6            |
| 優勝   | 30. | 2012年1月13日  | シドニー               | ハード            | クベタ・ペシュケ               | リーゼル・フーバー リサ・レイモンド                                 | 6-1, 4–6, [13-11]   |
| 準優勝 | 32. | 2012年8月12日  | モントリオール         | ハード            | ナディア・ペトロワ             | クラウディア・ヤンス＝イグナシク クリスティナ・ムラデノビッチ       | 5–7, 6–2, [7–10]    |
| 準優勝 | 33. | 2012年8月19日  | シンシナティ           | ハード            | 鄭潔                           | アンドレア・フラバーチコバ ルーシー・ハラデツカ                     | 1–6, 3–6            |
| 優勝   | 31. | 2013年1月11日  | シドニー               | ハード            | ナディア・ペトロワ             | サラ・エラニ ロベルタ・ビンチ                                       | 6-3, 6-4            |
| 準優勝 | 34. | 2013年2月17日  | ドーハ                 | ハード            | ナディア・ペトロワ             | サラ・エラニ ロベルタ・ビンチ                                       | 6–2, 3–6, [6–10]    |
| 準優勝 | 35. | 2013年2月23日  | ドバイ                 | ハード            | ナディア・ペトロワ             | ベサニー・マテック＝サンズ サニア・ミルザ                           | 4–6, 6–2, [7–10]    |
| 準優勝 | 36. | 2013年3月16日  | インディアンウェルズ   | ハード            | ナディア・ペトロワ             | エカテリーナ・マカロワ エレーナ・ベスニナ                           | 0–6, 7–5, [6–10]    |
| 優勝   | 32. | 2013年3月31日  | マイアミ               | ハード            | ナディア・ペトロワ             | リサ・レイモンド ローラ・ロブソン                                   | 6-1, 7-6(2)         |
| 優勝   | 33. | 2013年6月22日  | イーストボーン         | 芝                | ナディア・ペトロワ             | モニカ・ニクレスク クララ・ザコパロバ                               | 6-3, 6-3            |
| 優勝   | 34. | 2013年8月11日  | トロント               | ハード            | エレナ・ヤンコビッチ           | アンナ＝レナ・グローネフェルト クベタ・ペシュケ                     | 5–7, 6–2, [10–6]    |
| 準優勝 | 37. | 2013年8月24日  | ニューヘイブン         | ハード            | アナベル・メディナ・ガリゲス   | サニア・ミルザ 鄭潔                                                 | 3–6, 4–6            |
| 準優勝 | 38. | 2014年2月26日  | ドーハ                 | ハード            | クベタ・ペシュケ               | 謝淑薇 彭帥                                                         | 4–6, 0–6            |
| 優勝   | 35. | 2014年5月18日  | ローマ                 | クレー            | クベタ・ペシュケ               | サラ・エラニ ロベルタ・ビンチ                                       | 4–0, 途中棄権       |
| 準優勝 | 39. | 2015年1月10日  | ブリスベン             | ハード            | キャロリン・ガルシア           | マルチナ・ヒンギス ザビーネ・リシキ                                 | 2–6, 5–7            |
| 準優勝 | 40. | 2015年4月26日  | シュトゥットガルト     | クレー            | キャロリン・ガルシア           | ベサニー・マテック＝サンズ ルーシー・サファロバ                     | 4–6, 3–6            |
| 優勝   | 36. | 2015年6月27日  | イーストボーン         | 芝                | キャロリン・ガルシア           | 詹詠然 鄭潔                                                         | 7–6(5), 6–2         |
| 準優勝 | 41. | 2015年8月16日  | トロント               | ハード            | キャロリン・ガルシア           | ベサニー・マテック＝サンズ ルーシー・サファロバ                     | 1–6, 2–6            |
| 優勝   | 37. | 2017年2月18日  | ドーハ                 | ハード            | アビゲイル・スピアーズ         | オリガ・サブチュク ヤロスラワ・シュウェドワ                         | 6–3, 7–6(7)         |
| 準優勝 | 42. | 2017年4月30日  | シュトゥットガルト     | クレー            | アビゲイル・スピアーズ         | ラケル・アタウォ エレナ・オスタペンコ                               | 4–6, 4–6            |
| 準優勝 | 43. | 2018年2月4日   | サンクトペテルブルク   | ハード(室内)      | アーラ・クドゥリャフツェワ     | ティメア・バシンスキー ベラ・ズボナレワ                             | 6-2, 1-6, [3-10]    |
| 優勝   | 38. | 2018年4月8日   | チャールストン         | クレー            | アーラ・クドゥリャフツェワ     | アンドレヤ・クレパーチ マリア・ホセ・マルティネス・サンチェス       | 6–3, 6–3            |
| 優勝   | 39. | 2018年5月26日  | ニュルンベルク         | クレー            | デミ・スゥース                 | キルステン・フリプケンス ヨハンナ・ラーション                       | 3–6, 6–3, [10–7]    |

## 4大大会ダブルス優勝
- 全豪オープン 混合ダブルス：1勝（2011年）
- 全仏オープン 混合ダブルス：3勝（1999年・2006年・2010年） ［女子ダブルス準優勝2度：2007年・2010年/混合ダブルス準優勝2度：2007年・2008年］
- ウィンブルドン 女子ダブルス：1勝（2011年） ［混合ダブルス準優勝1度：2008年］
- 全米オープン 混合ダブルス：1勝（2003年） ［女子ダブルス準優勝1度：2006年/混合ダブルス準優勝2度：2002年・2005年］

## 4大大会シングルス成績
略語の説明
| W | F | SF | QF | #R | RR | Q# | LQ | A | Z# | PO | G | S | B | NMS | P | NH |

W=優勝, F=準優勝, SF=ベスト4, QF=ベスト8, #R=#回戦敗退, RR=ラウンドロビン敗退, Q#=予選#回戦敗退, LQ=予選敗退, A=大会不参加, Z#=デビスカップ/BJKカップ地域ゾーン, PO=デビスカップ/BJKカッププレーオフ, G=オリンピック金メダル, S=オリンピック銀メダル, B=オリンピック銅メダル, NMS=マスターズシリーズから降格, P=開催延期, NH=開催なし.
| 大会           | 1999 | 2000 | 2001 | 2002 | 2003 | 2004 | 2005 | 2006 | 2007 | 2008 | 2009 | 2010 | 通算成績 |
| -------------- | ---- | ---- | ---- | ---- | ---- | ---- | ---- | ---- | ---- | ---- | ---- | ---- | -------- |
| 全豪オープン   | A    | 1R   | LQ   | 2R   | 3R   | 1R   | 1R   | 2R   | 3R   | 3R   | A    | A    | 8–8      |
| 全仏オープン   | 2R   | 2R   | 2R   | 4R   | 2R   | 3R   | 1R   | 3R   | 3R   | 4R   | A    | 1R   | 16–11    |
| ウィンブルドン | 1R   | 1R   | LQ   | 1R   | 2R   | 2R   | 3R   | 3R   | 3R   | 1R   | A    | A    | 8–9      |
| 全米オープン   | 1R   | 1R   | 2R   | 2R   | 2R   | 2R   | 2R   | 3R   | 2R   | 4R   | 1R   | A    | 11–11    |